# Górska Synagoga w Hartmanicach
Górska Synagoga w Hartmanicach (cz. Horská Synagoga v Hartmanicích) – synagoga znajdująca się w Hartmanicach. Jest to najwyżej położona synagoga w Europie Środkowej.
Synagoga została zbudowana w latach 1883–1898. W 1938 roku została zamknięta przez nazistów. Następnie służyła jako stolarnia, a potem magazyn. W 2003 roku doszło do poważnego uszkodzenia dachu i budowli groziło zniszczenie. Wkrótce później synagogę przejęła organizacja Památník Hartmanice założona przez inżyniera Michaela Klímę. W 2006 roku nastąpiło uroczyste otwarcie. Zabytek został uznany za Budowlę 2006 roku w kraju pilzneńskim. W synagodze są organizowane wystawy, koncerty i prelekcje.